# Agnė Šerkšnienė
Agnė Šerkšnienė (* 18. Februar 1988 in Kaunas, Litauische SSR, UdSSR als Agnė Orlauskaitė) ist eine litauische Sprinterin, die sich auf den 400-Meter-Lauf spezialisiert hat.

## Sportliche Laufbahn
Erste internationale Erfahrungen sammelte Agnė Šerkšnienė beim Europäischen Olympischen Jugendfestival (EYOF) 2005 in Lignano, bei dem sie im 400-Meter-Lauf in 55,66 s den fünften Platz belegte. Anschließend nahm sie an den Junioreneuropameisterschaften in Kaunas teil und schied dort mit 57,48 s in der ersten Runde aus. Zwei Jahre später erreichte sie bei den Junioreneuropameisterschaften in Hengelo in 54,00 s Rang sechs über 400 Meter und konnte ihren Vorlauf über 200 Meter nicht beenden. 2009 nahm sie mit der litauischen 4-mal-400-Meter-Staffel an den Halleneuropameisterschaften in Turin teil und belegte dort in 3:43,42 min den sechsten Platz. Anschließend wurde sie bei den U23-Europameisterschaften in Kaunas in 52,81 s Fünfte.
2011 nahm sie an der Sommer-Universiade in Shenzhen teil und erreichte dort über 400 Meter das Halbfinale, in dem sie mit 54,51 s ausschied. Zudem trat sie auch mit der 4-mal-100-Meter-Staffel an und wurde dort im Vorlauf disqualifiziert. Im Jahr darauf qualifizierte sie sich erstmals für die Europameisterschaften in Helsinki und schied dort mit 53,07 s im Halbfinale aus. Auch bei den Leichtathletik-Weltmeisterschaften 2013 in Moskau gelangte sie bis in das Halbfinale und schied dort mit 52,48 s aus. 2014 schied sie bei den Europameisterschaften in Zürich mit 52,32 s im Halbfinale aus und konnte sich auch mit der litauischen 4-mal-400-Meter-Staffel mit 3:36,35 min nicht für das Finale qualifizieren.
Nach mehreren weniger erfolgreichen Jahren startete sie 2018 bei den Hallenweltmeisterschaften in Birmingham und schied dort mit 52,62 s im Halbfinale aus. Während der Freiluftsaison verbesserte sie in der Schweiz den Landesrekord auf 50,99 s und qualifizierte sich damit ein weiteres Mal für die Europameisterschaften in Berlin, bei denen sie in 51,42 s den sechsten Platz belegte. Zudem stellte sie im 200-Meter-Lauf mit 22,99 s ebenfalls einen neuen Landesrekord auf. Im Jahr darauf wurde sie dann bei den Halleneuropameisterschaften in Glasgow in 52,40 s Vierte. 2020 wurde sie in 51,80 s Zweite bei der Golden Gala Pietro Mennea in Rom und 2021 verbesserte sie den Hallenrekord auf 52,12 s und schied kurz darauf bei den Halleneuropameisterschaften in Toruń mit 53,09 s im Halbfinale aus. Über die Weltrangliste qualifizierte sie sich über 400 m für die Olympischen Spiele in Tokio, bei denen sie aber mit 52,78 s in der ersten Runde ausschied. 
In den Jahren 2008 und 2009, von 2011 bis 2013, 2018 und 2020 und 2021 wurde Šerkšnienė litauische Meisterin im 400-Meter-Lauf sowie 2012 und 2020 auch über 200 Meter. Zudem siegte sie 2011 mit der 4-mal-100-Meter-Staffel ihres Vereins. In der Halle siegte sie 2007, 2009 und 2010 über 400 Meter.

## Persönliche Bestzeiten
- 200 Meter: 22,99 s (+1,3 m/s), 14. Juli 2018 in Zofingen (litauischer Rekord)
  - 200 Meter (Halle): 23,60 s, 17. Februar 2019 in St. Gallen
- 400 Meter: 50,99 s, 1. Juli 2018 in La Chaux-de-Fonds (litauischer Rekord)
  - 400 Meter (Halle): 52,12 s, 13. Februar 2021 in Magglingen (litauischer Rekord)